# 573

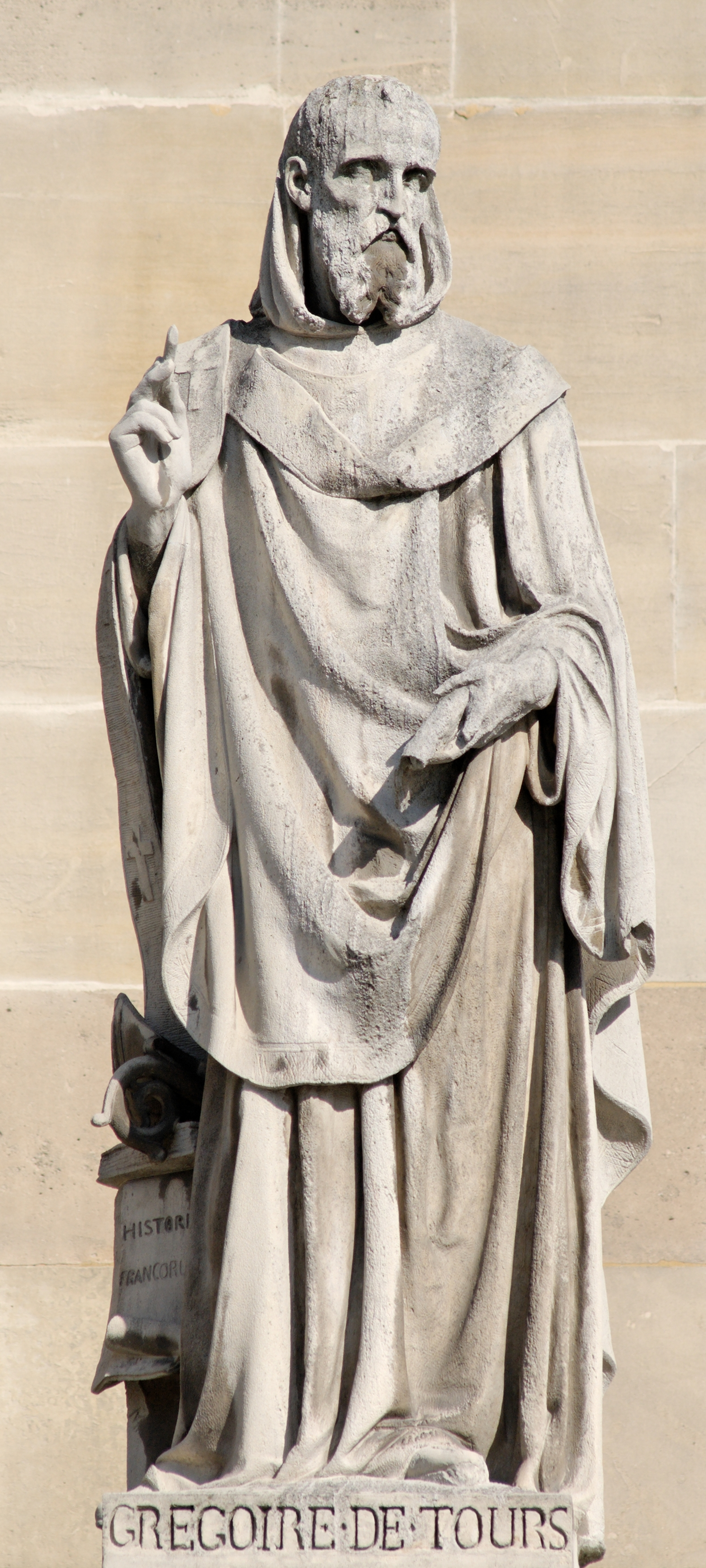
Gregorius van Tours (ca. 538-594)

Het jaar 573 is het 73e jaar in de 6e eeuw volgens de christelijke jaartelling.

## Gebeurtenissen

### Europa
- Koning Sigibert I begint een burgeroorlog tegen zijn halfbroer Chilperik I. Hij vraagt om militaire steun van de Germanen over de Rijn en valt Neustrië (huidige Frankrijk) binnen. (waarschijnlijke datum)
- Sigibert I benoemt Gregorius tot bisschop van Tours en volgt zijn neef Eufronius op. Hij schrijft in Reims aan het koninklijke hof het boekwerk Historia Francorum ("Geschiedenis van de Franken").

### Midden Oosten
- november - De Sassaniden onder koning Khusro I veroveren Dara, het belangrijkste Byzantijnse fort in het Byzantijns-Perzische grensgebied.

## Religie
- Gregorius, praefectus van Rome, reorganiseert de financiële structuur van het pausdom. Tijdens de invallen van de Longobarden in Italië neemt hij persoonlijk de verdediging van de stad op zich.

## Geboren
- Aboe Bakr, Arabisch kalief en schoonvader van Mohammed (waarschijnlijke datum)

## Overleden
- Alboin, koning van de Longobarden (of 572)
- Eufronius, bisschop van Tours
- Narses (95), Byzantijns generaal